# John Banim
John Banim (ur. 1798, zm. 1842) – irlandzki pisarz, poeta i dramaturg.

## Życiorys
John Banim urodził się 3 kwietnia 1798 roku w hrabstwie Kilkenny. Był młodszym bratem Michaela Banima (1796-1874), który też był pisarzem. John Banim studiował sztuki plastyczne w Dublinie, a potem przez pewien czas nauczał rysunku w Kilkenny. Wkrótce powrócił do Dublina, żeby zarabiać jako dziennikarz. Kiedy się ożenił, wyjechał do Londynu. Zmarł w Kilkenny 13 sierpnia 1842 roku w wieku czterdziestu czterech lat.

## Twórczość
John Banim tworzył dzieła literackie sam, albo do spółki z bratem. Jego najważniejszym utworem jest tragedia białym wierszem Damon and Pythias, wydana w 1821 roku.